# Rósa Björk Brynjólfsdóttir

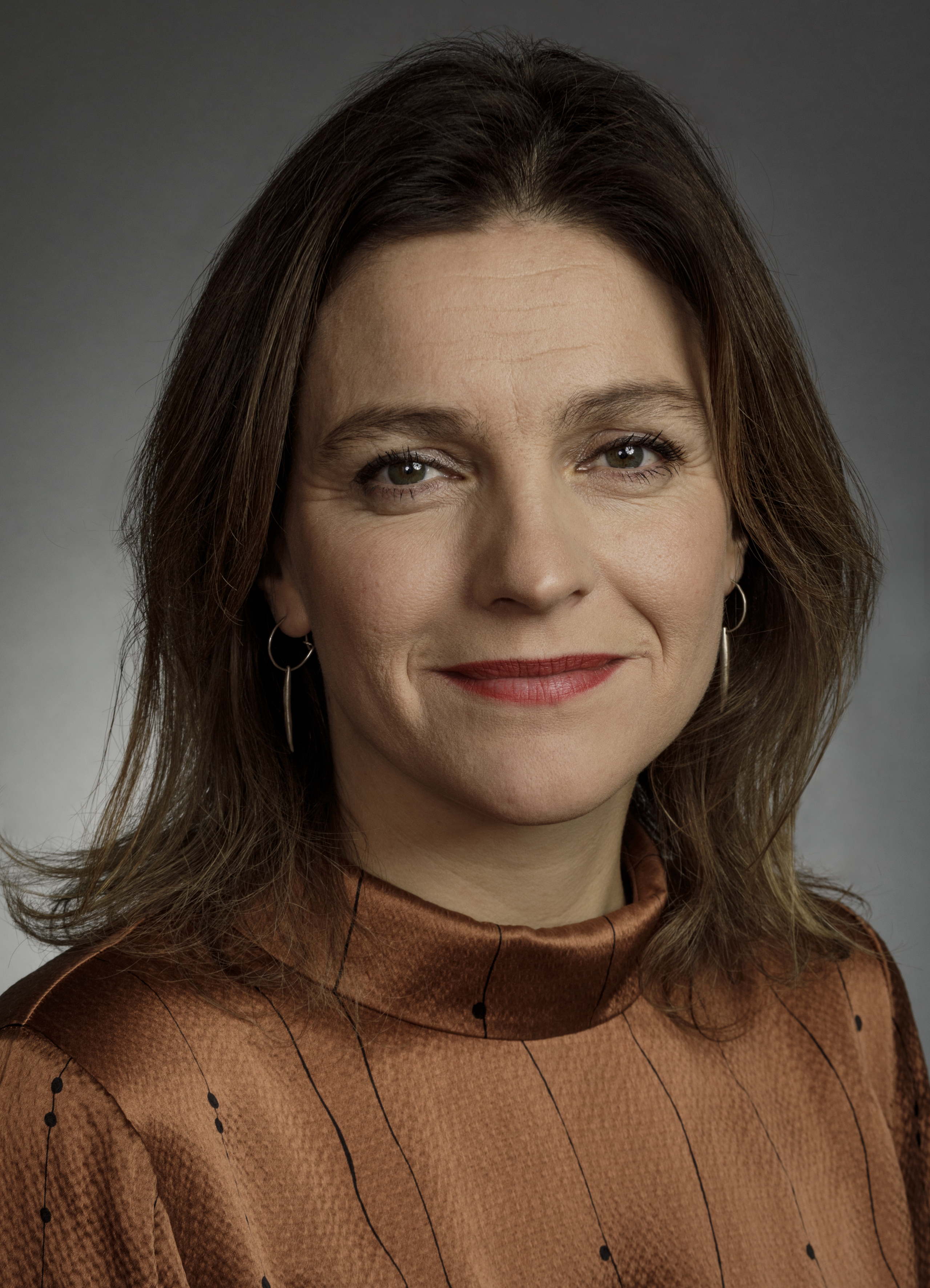
Rósa Björk Brynjólfsdóttir, 2017

Rósa Björk Brynjólfsdóttir (* 9. Februar 1975 in Hafnarfjörður) ist eine isländische Journalistin und Politikerin. Sie wurde 2016 als Vertreterin der der Links-Grünen Bewegung ins isländische Parlament Althing gewählt und bei den vorgezogenen Neuwahlen 2017 wiedergewählt, verließ die links-grüne Fraktion aber im September 2020, war seither fraktionslose Abgeordnete und trat im Dezember 2020 der sozialdemokratischen Allianz bei. Bei der Parlamentswahl in Island 2021 wurde sie nicht wiedergewählt.

## Leben
Rósa Björk Brynjólfsdóttir hat einen Abschluss als Fremdenführerin von der isländischen Fremdenführerschule Leiðsöguskóla Íslands und einen Bachelor in Französisch und Medienwissenschaft von der Universität Island. Sie war unter anderem als Führerin im isländischen Hochland tätig, danach in der Programmplanung verschiedener isländischer Rundfunksender, als Reporterin für das Internetportal mbl.is der Zeitung Morgunblaðið, Nachrichtenredakteurin des französischen Auslandsfernsehens France 24 sowie Island-Korrespondentin verschiedener internationaler Fernsehsender wie Al Jazeera, TF1 und BBC. In den Jahren 2005 und 2006 war sie Redakteurin der isländischen politischen Frauenzeitschrift 19. júní. Von 2010 bis 2014 war Rósa Björk Pressesprecherin des isländischen Finanzministeriums, 2015–2016 Fraktionssekretärin der Links-Grünen Bewegung.
Nachdem sie schon vorher als Abgeordneten-Stellvertreterin (varaþingmaður) amtiert hatte, wurde sie bei der Parlamentswahl in Island 2016 als Kandidatin der Links-Grünen Bewegung für den Südwestlichen Wahlkreis ins isländische Parlament Althing gewählt. Bei der vorgezogenen Parlamentswahl vom 28. Oktober 2017 wurde sie wiedergewählt. Sie und Andrés Ingi Jónsson stimmten danach gegen die Koalitionsgespräche der Links-Grünen Bewegung mit der Unabhängigkeitspartei und der Fortschrittspartei. Sie verblieben jedoch auch nach der Bildung der Regierungskoalition zunächst in der links-grünen Parlamentsfraktion.
Mit Stand vom Juni 2020 gehörte Rósa Björk Brynjólfsdóttir dem parlamentarischen Ausschuss für auswärtige Angelegenheiten und dem Ausschuss für Gewerbeangelegenheiten an. Seit 2017 war sie Vorsitzende der isländischen Delegation in der Parlamentarischen Versammlung des Europarates (PACE). Sie war Berichterstatterin der PACE für „Stopp der Gewalt gegen und Ausbeutung von Migrantenkindern“ und hat in dieser Funktion im Mai 2020 europäische Regierungen aufgerufen, Maßnahmen zur Unterstützung intern vertriebener Kinder im Zusammenhang mit der COVID-19-Pandemie zu ergreifen.
Im September 2020 verließ Rósa Björk die links-grüne Parlamentsfraktion. Als unmittelbaren Anlass gab sie die geplante Abschiebung einer ägyptischen Familie an. Sie zeigte sich auch enttäuscht darüber, dass in den drei Jahren der Regierungskoalition unter Beteiligung ihrer Partei trotz gemachter Versprechungen kaum etwas unternommen worden sei, um die Lage der Immigranten und Asylsuchenden in Island zu verbessern. Im Dezember 2020 schloss sie sich der sozialdemokratischen Allianz an.
Bei der Parlamentswahl in Island 2021 schien Rósa Björk zunächst ihre Sitz verteidigen zu können, verlor ihn jedoch durch Verschiebungen, die sich durch eine Nachzählung im Nordwestlichen Wahlkreis ergaben. Rósa Björk und weitere betroffene Politiker hatten dagegen Beschwerden beim Parlament eingereicht, jedoch bestätigte das Althing am 25. November 2021 die Auszählung in allen Wahlkreisen, einschließlich der umstrittenen Nachzählung.
Rósa Björk lebt mit dem isländischen Politiker, Politikwissenschaftler, Unternehmer und Journalisten Kristján Guy Burgess zusammen. Rósa Björk hat mit ihm zwei Kinder und ein weiteres aus einer früheren Beziehung.